# Rugby Europe Trophy 2024/2025
Rugby Europe Trophy 2024/2025 – siódmy sezon drugich najważniejszych rozgrywek rugby union dla europejskich drużyn narodowych poza Pucharem Sześciu Narodów, który sam w sobie jest częścią Rugby Europe International Championships. Drużyny które brały udział w tych rozgrywkach to Chorwacja, Czechy, Litwa, Luksemburg, Polska i Szwecja.
Awans i spadek odbywa się w cyklu dwuletnim. Drużyna która zajmie pierwsze miejsce w sezonie 2025/2026 awansuje, zaś ostatnia spadnie.

## Tabela
|   | Drużyna    | Mecze | Wygrane | Remisy | Przegrane | Bilans punktów | Różnica | Punkty dodatkowe | Punkty |
| - | ---------- | ----- | ------- | ------ | --------- | -------------- | ------- | ---------------- | ------ |
| 1 | Polska     | 5     | 5       | 0      | 0         | 182:90         | +92     | 2                | 22     |
| 2 | Szwecja    | 5     | 4       | 0      | 1         | 192:113        | +79     | 3                | 19     |
| 3 | Czechy     | 5     | 3       | 0      | 2         | 164:89         | +75     | 4                | 16     |
| 4 | Chorwacja  | 5     | 1       | 1      | 3         | 147:203        | -56     | 0                | 6      |
| 5 | Litwa      | 5     | 1       | 0      | 4         | 105:182        | -77     | 1                | 5      |
| 6 | Luksemburg | 5     | 0       | 1      | 4         | 95:208         | -113    | 0                | 2      |

## Wyniki
| 26 października 202414:00 EEST (UTC+2) | Litwa | 47:20(20:10) | Luksemburg | Regbio akademijos stadionas, Szawle Widzów: ? Sędzia: Adrian Pawlik |
| 26 października 202414:00 EEST (UTC+2) |       | 47:20(20:10) |            | Regbio akademijos stadionas, Szawle Widzów: ? Sędzia: Adrian Pawlik |

| 26 października 202414:00 CEST (UTC+2) | Szwecja | 22:16(5:8) | Czechy | Trelleborg Rugby Stadium, Trelleborg Widzów: 600 Sędzia: Andrei Gheorghe |
| 26 października 202414:00 CEST (UTC+2) |         | 22:16(5:8) |        | Trelleborg Rugby Stadium, Trelleborg Widzów: 600 Sędzia: Andrei Gheorghe |

| 2 listopada 202414:00 EET (UTC+2) | Litwa | 19:46(7:25) | Szwecja | Aukštaitijos stadionas, Poniewież Widzów: 300 Sędzia: Francisco Poiares Serra |
| 2 listopada 202414:00 EET (UTC+2) |       | 19:46(7:25) |         | Aukštaitijos stadionas, Poniewież Widzów: 300 Sędzia: Francisco Poiares Serra |

| 9 listopada 202414:00 CET (UTC+1) | Czechy | 49:26(27:19) | Chorwacja | Stadion Markéta, Praga Widzów: 500 Sędzia: Adele Robert |
| 9 listopada 202414:00 CET (UTC+1) |        | 49:26(27:19) |           | Stadion Markéta, Praga Widzów: 500 Sędzia: Adele Robert |

| 16 listopada 202414:00 CET (UTC+1) | Chorwacja | 31:42(0:0) | Szwecja | Stadion Lučko, Zagrzeb Widzów: 300 Sędzia: Maria Latos |
| 16 listopada 202414:00 CET (UTC+1) |           | 31:42(0:0) |         | Stadion Lučko, Zagrzeb Widzów: 300 Sędzia: Maria Latos |

| 16 listopada 202416:00 CET (UTC+1) | Polska | 40:13(26:8) | Litwa | Narodowy Stadion Rugby, Gdynia Widzów: 1500 Sędzia: Edwin Van Der Spek |
| 16 listopada 202416:00 CET (UTC+1) |        | 40:13(26:8) |       | Narodowy Stadion Rugby, Gdynia Widzów: 1500 Sędzia: Edwin Van Der Spek |

| 23 listopada 202414:00 CET (UTC+1) | Chorwacja | 32:23(15:15) | Litwa | Stadion Lučko, Zagrzeb Widzów: 200 Sędzia: Eugeniu Procopi |
| 23 listopada 202414:00 CET (UTC+1) |           | 32:23(15:15) |       | Stadion Lučko, Zagrzeb Widzów: 200 Sędzia: Eugeniu Procopi |

| 23 listopada 202420:15 CET (UTC+1) | Czechy | 15:22(8:9) | Polska | Stadion Markéta, Praga Widzów: 200 Sędzia: Papuna Chiqaberidze |
| 23 listopada 202420:15 CET (UTC+1) |        | 15:22(8:9) |        | Stadion Markéta, Praga Widzów: 200 Sędzia: Papuna Chiqaberidze |

| 30 listopada 202418:00 CET (UTC+1) | Luksemburg | 31:31(21:19) | Chorwacja | Stade de Luxembourg, Luksemburg Widzów: 1000 Sędzia: Phila Bitterhout |
| 30 listopada 202418:00 CET (UTC+1) |            | 31:31(21:19) |           | Stade de Luxembourg, Luksemburg Widzów: 1000 Sędzia: Phila Bitterhout |

| 22 lutego 202516:00 CET (UTC+1) | Polska | 58:27(32:10) | Chorwacja | Narodowy Stadion Rugby, Gdynia Widzów: 1500 Sędzia: Inigo Atorrasagasti |
| 22 lutego 202516:00 CET (UTC+1) |        | 58:27(32:10) |           | Narodowy Stadion Rugby, Gdynia Widzów: 1500 Sędzia: Inigo Atorrasagasti |

| 8 marca 202514:00 CET (UTC+1) | Czechy | 40:16(17:7) | Luksemburg | Stadion Markéta, Praga Widzów: 300 Sędzia: Diogo Miranda |
| 8 marca 202514:00 CET (UTC+1) |        | 40:16(17:7) |            | Stadion Markéta, Praga Widzów: 300 Sędzia: Diogo Miranda |

| 29 marca 202514:00 EET (UTC+2) | Litwa | 3:44(3:10) | Czechy | Baltrex stadium, Szawle Widzów: 500 Sędzia: Ethan Glass |
| 29 marca 202514:00 EET (UTC+2) |       | 3:44(3:10) |        | Baltrex stadium, Szawle Widzów: 500 Sędzia: Ethan Glass |

| 29 marca 202518:00 CET (UTC+1) | Luksemburg | 18:57(6:24) | Szwecja | Stade de Luxembourg, Luksemburg Widzów: 1100 Sędzia: Saba Makharadze |
| 29 marca 202518:00 CET (UTC+1) |            | 18:57(6:24) |         | Stade de Luxembourg, Luksemburg Widzów: 1100 Sędzia: Saba Makharadze |

| 5 kwietnia 202518:00 CEST (UTC+1) | Luksemburg | 10:33(10:6) | Polska | Stade de Luxembourg, Luksemburg Widzów: 900 Sędzia: Eki Fanlo |
| 5 kwietnia 202518:00 CEST (UTC+1) |            | 10:33(10:6) |        | Stade de Luxembourg, Luksemburg Widzów: 900 Sędzia: Eki Fanlo |

| 12 kwietnia 202515:00 CEST (UTC+1) | Szwecja | 25:29(13:12) | Polska | Trelleborg Rugby Arena, Trelleborg Widzów: 850 Sędzia: Nicolae Fratila |
| 12 kwietnia 202515:00 CEST (UTC+1) |         | 25:29(13:12) |        | Trelleborg Rugby Arena, Trelleborg Widzów: 850 Sędzia: Nicolae Fratila |